# Psalm 69
Psalm 69 (noto anche come Psalm 69: The Way to Succeed and the Way to Suck Eggs e traslitterato sulla copertina con la parola in greco antico KΕΦΑΛΗΞΘ) è il quinto album in studio del gruppo musicale statunitense Ministry, pubblicato il 14 luglio 1992 dalla Sire Records.

## Descrizione
È considerato tra gli album più significativi della storia dell'industrial metal, e probabilmente l'apice artistico del gruppo, che negli anni successivi non fu più in grado di replicarne i fasti, né di critica, né di pubblico.
Il curioso titolo è la fusione dei termini in greco antico KΕΦΑΛΗ, che significa "testa" e ΞΘ ovvero "69".
Il suo reale significato è relativo all'ambiguità del termine inglese per "testa", ovvero "head". In quest'ottica Head 69 può essere tradotto con Sesso orale 69, e va interpretato partendo dal libro The Book of Lies dell'occultista Aleister Crowley, in cui un capitolo è intitolato appunto KΕΦΑΛΗ.
Nello stesso capitolo, Crowley usa l'espressione "The way to succeed and the way to suck eggs" per imitare foneticamente "The way to suck seed and the way to suck eggs", ovvero "Il metodo per succhiare il seme e il metodo per succhiare i testicoli" (Aleister Crowley era un fervido sostenitore delle pratiche omosessuali, dettaglio che se possibile rende ancor più vivida la situazione descritta).
La stessa espressione è recitata al termine del brano Psalm 69 e viene a volte usata come sinonimo dell'impronunciabile titolo dell'album.
Non è questa la prima volta che i Ministry attuano riferimenti diretti all'opera di Aleister Crowley.
Si noti ad esempio il brano Golden Dawn, dal nome del culto professato da Crowley nei primi anni di proselitismo, brano contenuto nell'album The Land of Rape and Honey del 1988, album apertamente anti-nazista.
Per la prima volta i Ministry impiegano in quest'album campionamenti tratti da personaggi politici di attualità, da qui in avanti loro segno distintivo.
Particolarmente scandaloso fu l'impiego di campionamenti del presidente degli Stati Uniti in carica George H. W. Bush tratti dal suo discorso New World Order nel brano iniziale intitolato N.W.O.
Il tema principale del brano, ad oggi il loro più grande successo commerciale, è una violenta e sfacciata critica alla Guerra del Golfo, operazione militare fortemente voluta proprio da Bush senior.
Degna di nota infine è la collaborazione con lo scrittore William S. Burroughs nel brano Just One Fix.
Burroughs è pure presente del videoclip dello stesso brano, che parla delle alterazioni di volontà e percezione attuate dalle crisi di astinenza da droghe pesanti.

## Tracce
1. N.W.O – 5:32
2. Just One Fix – 5:11
3. TV II – 3:05
4. Hero – 4:13
5. Jesus Built My Hotrod – 4:52
6. Scarecrow – 8:22
7. Psalm 69 – 5:29
8. Corrosion – 4:56
9. Grace – 3:06

## Formazione
Gruppo
- A. Jourgensen - voce, chitarra, tastiere
- P. Barker - basso, programmazione, voce

Altri musicisti
- W. Rieflin - batteria
- M. Scaccia - chitarra
- M. Balch - tastiere, programmazione
- H. Beno - programmazione
- L. Svitek - chitarra
- G. Haynes - voce e testo (traccia 5)